# Prasinochrysa fructidora
Prasinochrysa fructidora är en fjärilsart som beskrevs av Thierry-mieg 1894. Prasinochrysa fructidora ingår i släktet Prasinochrysa och familjen mätare. Inga underarter finns listade i Catalogue of Life.